# Heather Pease
Heather Pease Olson (Monterrey, 29 de septiembre de 1975) es una deportista estadounidense que compitió en natación sincronizada. Participó en dos Juegos Olímpicos de Verano en los años 1996 y 2000, obteniendo una medalla de oro en Atlanta 1996 en la prueba de equipo.

## Palmarés internacional
| Juegos Olímpicos | Juegos Olímpicos         | Juegos Olímpicos | Juegos Olímpicos |
| Año              | Lugar                    | Medalla          | Prueba           |
| ---------------- | ------------------------ | ---------------- | ---------------- |
| 1996             | Atlanta (Estados Unidos) | Medalla de oro   | Equipo           |